# Louise Renaud
Pour les articles homonymes, voir Renaud (homonymie).
Louise Renaud, (Montréal le 3 août 1922 - Berkeley, 19 octobre 2020) est une artiste québécoise attachée au mouvement des Automatistes. 

## Biographie
Elle s'inscrit à l'École des beaux-arts de Montréal en 1939 avec son amie Françoise Sullivan, suivant d'abord des cours du soir, puis passant au cours régulier. C'est à cette école qu'elle rencontre en 1941 Pierre Gauvreau grâce à qui elle fait la rencontre de Paul-Émile Borduas, de qui elle fréquente l'atelier avec plusieurs autres jeunes artistes. Du 1er au 9 mai 1943, Louise Renaud et 22 autres artistes de moins de trente ans dont plusieurs élèves de Borduas à l'École du meuble, participent à l'exposition des Sagittaires à la Dominion Gallery, organisée par Maurice Gagnon, critique d'art, bibliothécaire et professeur à l'École du meuble, et qui constitue un jalon dans l'histoire du mouvement automatiste. 
La conférence de l'artiste Fernand Léger du 28 mai 1943 à Montréal emballe Renaud et l'automne de cette même année, elle part à New York afin de devenir son élève. Ce projet ne se concrétise pas, mais Louise Renaud reste à New York et travaille comme gouvernante auprès des enfants de Pierre Matisse, fils du peintre Henri Matisse, grâce à qui elle rencontre plusieurs artistes. Elle suit des cours d'éclairage et de mise en scène avec Erwin Piscator au Dramatic Workhop and Studio à New York de 1943 à 1945. Grâce à ses contacts avec les exilés français reliés au surréalisme, Louise Renaud découvre et partage avec ses amis artistes montréalais ses découvertes : publications, films, etc. 
Elle est connue comme peintre, danseuse et éclairagiste, ainsi que comme cosignataire du manifeste Refus global écrit par Paul-Émile Borduas. Son mari, Francis Kloeppel, a été éditeur pour le Museum of Modern Art à New York.
Louise Renaud est la sœur de la chorégraphe Jeanne Renaud et de l'écrivaine Thérèse Renaud.